# Kasipura, Bangarapet
Kasipura là một làng thuộc tehsil Bangarapet, huyện Kolar, bang Karnataka, Ấn Độ.